# Dylan Demuynck
Dylan Sylvaan Kelly Elizalde Demuynck (Waregem, 6 de mayo de 2004), conocido como Dylan Demuynck, es un futbolista belga, nacionalizado filipeno, que juega de delantero en el Lierse S. K. de la Challenger Pro League, cedido por el S. V. Zulte Waregem de la Jupiler Pro League.
Aunque nació en Bélgica, representa a Filipinas a nivel internacional.

## Trayectoria
Nacido en Bélgica, Demuynck comenzó su carrera en las categorías inferiores del Anzegem y del Zulte Waregem.

### Zulte Waregem
En junio de 2022, tras un impresionante paso por las categorías inferiores del Zulte Waregem, Demuynck firmó su primer contrato profesional hasta junio de 2025. Un mes más tarde, debutó en el Jupiler Pro League en una victoria por 2-0 contra el Seraing, entrando como suplente en sustitución de Jean-Luc Dompé en el minuto 83. El 9 de septiembre de 2023, Demuynck marcó su primer gol como profesional en la victoria contra el Sint-Lenaarts en la sexta ronda de la Copa de Bélgica 2023-24. Entró en el terreno de juego en la segunda parte de la segunda parte y marcó el gol de la victoria contra el Sint-Lenaarts. Entró como suplente en la segunda parte, sustituyendo a Alioune Ndour, y marcó un gol dieciocho minutos después para poner el 4-1 en el marcador. Seis días después, Demuynck marcó su segundo gol como profesional en una victoria por 4-2 contra el Jong Genk en la Challenger Pro League. Entró como suplente en el minuto 73, en sustitución de Robbe Decostere, y marcó el tercer gol del Zulte Waregem dieciséis minutos después. En febrero de 2024, Demuynck firmó una ampliación de contrato con el Zulte Waregem hasta 2027.

## Selección nacional
Demuynck nació en Bélgica, de padre belga y madre filipina, por lo que es elegible para jugar con Bélgica o Filipinas a nivel internacional.

### Bélgica
Demuynck marcó en su debut con Bélgica sub-15 en una victoria a domicilio por 3-1 contra Inglaterra.
En noviembre de 2023, Demuynck fue uno de los jugadores convocados por Thomas Vermaelen para la selección sub-20 de Bélgica. Debutó en un empate 2-2 contra Francia, entrando en sustitución de Nolan Martens en el minuto 86.

### Filipinas
Al parecer, en marzo de 2024, Demuynck fue uno de los jugadores reclutados por el seleccionador Tom Saintfiet y el entrenador del equipo, Freddy González, para jugar con Filipinas. Un mes más tarde, Demuynck recibió la visita del propio seleccionador belga en uno de sus viajes de exploración por Europa, junto con el embajador de Filipinas en Bélgica, Jaime Victor Ledda. También recibió su pasaporte filipino durante la visita.
En mayo de 2024, Demuynck fue incluido en la lista de 28 jugadores de Filipinas para los partidos de clasificación para la Copa Mundial de Fútbol de 2026 contra Vietnam e Indonesia. Debutó contra el primero el 6 de junio de 2024 en el Estadio Nacional Mỹ Đình. Fue titular y jugó 88 minutos en la victoria por 3-2 de Vietnam.

## Clubes
| Club                  | País    | Año           |
| --------------------- | ------- | ------------- |
| S. V. Zulte Waregem   | Bélgica | 2024-presente |
| Lierse S. K. (Cedido) | Bélgica | 2025-presente |

### Clubes
Actualizado al último partido disputado el 22 de febrero de 2025.
| Club                          | Div.          | Temporada     | Liga  | Liga  | Liga   | Copas nacionales | Copas nacionales | Copas nacionales | Copas internacionales | Copas internacionales | Copas internacionales | Total | Total | Total  |
| Club                          | Div.          | Temporada     | Part. | Goles | Asist. | Part.            | Goles            | Asist.           | Part.                 | Goles                 | Asist.                | Part. | Goles | Asist. |
| ----------------------------- | ------------- | ------------- | ----- | ----- | ------ | ---------------- | ---------------- | ---------------- | --------------------- | --------------------- | --------------------- | ----- | ----- | ------ |
| S. V. Zulte Waregem · Bélgica | 1.ª           | 2022-23       | 2     | 0     | 0      | 1                | 0                | 0                | ―                     | ―                     | ―                     | 3     | 0     | 0      |
| S. V. Zulte Waregem · Bélgica | 2.ª           | 2023-24       | 20    | 2     | 2      | 3                | 1                | 0                | ―                     | ―                     | ―                     | 23    | 3     | 2      |
| S. V. Zulte Waregem · Bélgica | 2.ª           | 2024-25       | 2     | 0     | 0      | 0                | 0                | 0                | ―                     | ―                     | ―                     | 2     | 0     | 0      |
| S. V. Zulte Waregem · Bélgica | Total club    | Total club    | 24    | 2     | 2      | 4                | 1                | 0                | ―                     | ―                     | ―                     | 28    | 3     | 2      |
| Lierse S. K. · Bélgica        | 2.ª           | 2025-26       | 0     | 0     | 0      | —                | —                | —                | ―                     | ―                     | ―                     | 0     | 0     | 0      |
| Lierse S. K. · Bélgica        | Total club    | Total club    | 0     | 0     | 0      | ―                | ―                | ―                | ―                     | ―                     | ―                     | 0     | 0     | 0      |
| Total carrera                 | Total carrera | Total carrera | 24    | 2     | 2      | 4                | 1                | 0                | ―                     | ―                     | ―                     | 28    | 3     | 2      |

### Selección nacional
| Selección                                  | Año                 | Partidos | Goles |
| ------------------------------------------ | ------------------- | -------- | ----- |
| Bélgica Sub-15                             | 2019                | 2        | 1     |
| Bélgica Sub-17                             | 2023                | 1        | 0     |
| Total en su carrera                        | Total en su carrera | 3        | 1     |
| Filipinas                                  | 2023                | 4        | 0     |
| Filipinas                                  | 2024                | 1        | 0     |
| Total en su carrera                        | Total en su carrera | 8        | 1     |
| Estadísticas hasta el 10 de junio de 2025. |                     |          |       |